# Albatros C.VII
L'Albatros C.VII (designazione aziendale L 18) era un monomotore biplano da ricognizione sviluppato dall'allora azienda tedesco imperiale Albatros Flugzeugwerke GmbH negli anni dieci del XX secolo. Basato sul precedente C.V venne prodotto dalla Ostdeutsche Albatros Werke, filiale con sede a Schneidemühl.
Introdotto nel 1916 come equipaggiamento dei Feldflieger Abteilung (FFA), i reparti "pionieri" della Luftstreitkräfte, componente aerea del Deutsches Heer (l'esercito imperiale tedesco), venne utilizzato durante la prima guerra mondiale.

## Storia del progetto
Il successo conseguito dall'Albatros con la realizzazione del C.V indusse l'azienda tedesca a svilupparne una versione derivata appena si rese disponibile il nuovo motore Benz Bz.IV da 200 PS (147 kW). Il nuovo modello, al quale venne assegnata la designazione aziendale L 18, utilizzava la fusoliera, il carrello d'atterraggio e la sezione di coda del precedente introducendo un diverso disegno delle ali ed una diversa cabina di pilotaggio dove veniva abbandonato il volante in favore di una barra di comando (come nel C.V/17).
Sottoposto alle valutazioni della commissione esaminatrice dell'Idflieg, l'Albatros ne ottenne l'autorizzazione alla produzione con la designazione C.VII; l'azienda tedesca decise di destinare alla costruzione la propria filiale di Schneidemühl, la Ostdeutsche Albatros Werke (OAW).

## Impiego operativo
Gli Albatros C.VII cominciarono ad essere consegnati ai reparti nel tardo 1916 venendo impiegati in missioni operative sul fronte occidentale dal mese di dicembre, ed al febbraio 1917 erano già oltre 350 i velivoli a disposizione dei reparti. Grazie alle sue caratteristiche, che rendevano il controllo del velivolo eccezionalmente facile, il C.VII divenne un modello molto popolare presso gli equipaggi.

## Utilizzatori
Germania
- Luftstreitkräfte